# Giuseppe Bastianini
Giuseppe Bastianini (Perugia, 8 maart 1899 – Milaan, 17 december 1961) was een Italiaans fascistisch politicus en diplomaat.

## Biografie

### Fascistisch politicus
Bastianini was lid van de fascistische Partito Nazionale Fascista (PNF) van Benito Mussolini. Van 1921 tot 1923 was hij vicesecretaris van de PNF. Tot 1927 leidde hij een organisatie voor buitenlandse fascisten. Van 1936 tot 1939 was Bastianini staatssecretaris van Buitenlandse Zaken en daarna van oktober 1939 tot juni 1940 Italiaans ambassadeur in Londen. Van 1941 tot 1943 was hij gouverneur van Dalmatië. Van februari tot juli 1943 was hij nogmaals staatssecretaris van Buitenlandse Zaken. 

### Vlucht naar Zwitserland
Als lid van de Fascistische Grote Raad stemde Bastianini op 25 juli 1943 vóór de motie van Dino Grandi en voor de afzetting van Mussolini. Op 10 januari 1944 werd hij door het fascistische Tribunaal van Verona bij verstek ter dood veroordeeld. Op 12 april 1944 vluchtte hij naar Zwitserland. De Bondsraad weigerde vervolgens de uitlevering van Bastianini aan de Joegoslavische autoriteiten, die hem wilden vervolgen voor zijn activiteiten in Dalmatië. In juli 1946 verliet hij Zwitserland op clandestiene wijze.